# Currificación
En la ciencia de la computación, currificar es la técnica inventada por Moses Schönfinkel y Gottlob Frege que consiste en transformar una función que utiliza múltiples argumentos (o más específicamente una n-tupla como argumento) en una secuencia de funciones que utilizan un único argumento (la operación inversa a la composición de funciones en matemáticas).

## Nomenclatura
El nombre "currificar", acuñado por Christopher Strachey en 1967, es una referencia al lógico Haskell Curry. Un nombre alternativo, Schönfinkelisation, ha sido propuesto.

## Definición
Dada una función f del tipo {\displaystyle f\colon (X\times Y)\to Z}, currificándola sería una función del tipo {\displaystyle {\mbox{curry}}(f)\colon X\to (Y\to Z)}. En otras palabras, {\displaystyle {\mbox{curry}}(f)} toma un argumento del tipo {\displaystyle X} y retorna una función del tipo {\displaystyle Y\to Z}. Descurrificar es la transformación inversa.
Intuitivamente, la currificación expone que "Si fijas algunos argumentos, tendrás una función de los argumentos restantes". Por ejemplo, si la función div significa la versión currificada de la operación x / y, entonces div con el parámetro x fijado en 1 es otra función: igual que la función inv que devuelve la inversa multiplicativa de sus argumentos, definida por inv(y) = 1 / y.
La motivación práctica para currificar es que en ocasiones, muy seguidas, las funciones obtenidas al utilizar algunos, pero no todos, los argumentos en una función currificada pueden resultar útiles; por ejemplo, muchos lenguajes tienen una función o un operador similar a plus_one. Currificar hace fácil definir dichas funciones.